# Pokrzywno (Poznań)
Pokrzywno – część Poznania, położona na południowy wschód od centrum miasta, w obrębie osiedla samorządowego Krzesiny-Pokrzywno-Garaszewo.

## Historia
Dawna wieś powstała na drodze z Żegrza do Krzesin. W 1903 wykupiona od Kamila Hellmanna przez Komisję Kolonizacyjną, która osadzała tu rolników-kolonizatorów, głównie z Westfalii. W granicach Poznania od 1942. Na północnym skraju Pokrzywna Klasztor Urszulanek Unii Rzymskiej w Poznaniu oraz klasztor Elżbietanek. W pierwszym z nich w czasie II wojny światowej za sprawą Niemców mieścił się Centralny Instytut Badań nad Rakiem.

## Charakter
Obecnie Pokrzywno zabudowane jest w większości domami jednorodzinnymi z niewielkim (remisywnym) udziałem rolnictwa i rozwijającą się znacząco funkcją przemysłową. W północnej części przepływa Pokrzywka.

## Komunikacja
Pokrzywno obsługiwane jest przez linie autobusowe MPK Poznań – 162, 196 i 220 oraz Kombus – 511 i 512.